# Simon Ier de Vermandois
Simon de Vermandois (né en 1093 - mort le 10 février 1148 à Séleucie du Piérus) fut de 1123 à 1146 le dernier évêque des diocèses réunis de Noyon-Tournai, et de 1146 à 1148 le premier évêque siégeant seulement à Noyon. Fils d'Hugues Ier de Vermandois et d'Adélaïde de Vermandois, et frère du comte Raoul Ier de Vermandois, il fut un proche de l’abbé Suger. Par sa mère, il est l'arrière-arrière-petit-neveu de Ludolf de Vermandois, son prédécesseur à l'évêché de Noyon-Tournai entre 977 et 988. 
Simon reçut le roi Louis VI le Gros en 1126. Du 20 au 25 juin 1131, la ville de Noyon fut la proie d'un grand incendie, qui détruisit notamment la cathédrale, l'évêché et les logements des chanoines.
Avec l'appui financier des archevêchés de Sens et de Rouen, il entreprit de reconstruire la cathédrale et établit l'abbaye d'Ourscamps (1130) afin de marquer l’attachement de l’évêché de Noyon à la couronne de France. Mais il encourut la disgrâce du pape pour avoir soutenu le divorce de son frère Raoul et fut suspendu en 1142. Il aurait plaidé le maintien de Tournai à l'évêché de Noyon, mais ces négociations ne semblent pas antérieures à la bulle d'Eugène III, du 24 juillet 1146. La construction de la cathédrale est vraisemblablement entreprise vers 1145, avant son départ en croisade (1146) : l'évêque y avait accompagné son cousin Louis le Jeune de Vermandois, qui lui avait rendu visite à Noyon en 1143.